# Muzillac
Muzillac is een gemeente in het Franse departement Morbihan (regio Bretagne). De plaats maakt deel uit van het arrondissement Vannes. De gemeente telde 5.022 inwoners op 1 januari 2022.

## Geografie
De oppervlakte van Muzillac bedroeg op 1 januari 2022 39,5 vierkante kilometer; de bevolkingsdichtheid was toen 127,1 inwoners per km².

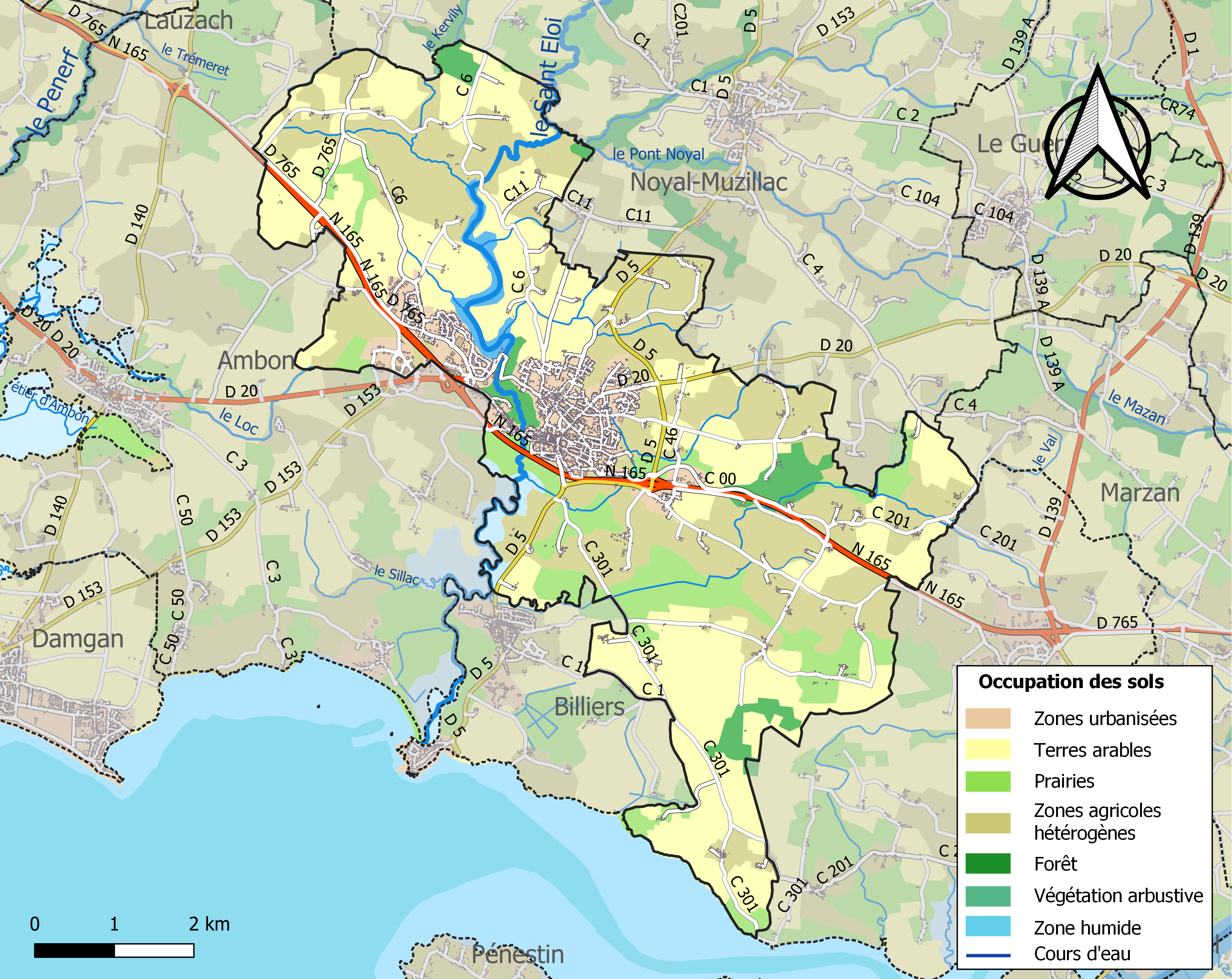
Kaart van de gemeente met de belangrijkste infrastructuur, bodemgebruik en omliggende gemeenten

## Demografie
Onderstaande figuur toont het verloop van het inwonertal, bron: INSEE-tellingen. 